# Сонија Ганди
Сонија Ганди (хинд. सोनिया गांधी; 9. децембар 1946) индијска је политичарка. Врши функцију председника Индијског националног конгреса, најјаче политичке странке у Индији. На функцију је ступила 1998. године, седам година након убиства Раџива Гандија, њеног супруга и бившег премијера Индије. Године 2017. њен син Рахул Ганди ју је заменио на месту лидера странке, да би се у августу 2019. она вратила након његове оставке.